# 柳本賢治
柳本賢治（？—1530年8月2日）是日本戰國時代武將。自稱彈正忠。父親是波多野秀長，兄長有波多野稙通，弟弟有香西元盛。
細川高國的家臣‧弟弟香西元盛被攝津分郡守護細川尹賢殺害後，賢治和波多野稙通對高國的態度抱持不滿，於是與阿波的細川晴元和三好元長等人呼應並發動反亂。大永6年（1526年），在神尾山城擊退高國的追討軍。翌年（1527年）聯合晴元和元長一同與高國合戰（桂川原之戰）並勝利。把高國和第12代將軍足利義晴從京都逼到近江，並在堺擁立義晴之弟足利義維而成為堺公方。
之後在享祿元年（1528年）與元長對立，向晴元進讒並成功把元長趕走到阿波，為了進攻元長的盟友赤澤幸純和伊丹元扶而向大和和攝津出陣。高國為了捲土重來而邀請親戚‧伊勢北畠氏上洛，自身則依賴備前的浦上村宗來對畿内施加威脅，賢治主張與義晴和睦，但是義維和晴元拒絶，於是剃髪。享祿3年（1530年），應別所就治的邀請，為了攻擊浦上氏一方的依藤氏而向播磨出陣，但是在攻擊依藤城（依藤城之戰）時於東條谷的玉蓮寺陣中死去。有自殺和被暗殺的說法。
兒子有甚次郎，但是在享禄5年（1532年）1月22日，在京都的居城三條城被元長率領的阿波軍討取。還有家臣山村正次跟隨晴元，在後來的享祿・天文之亂和山科本願寺之戰中從軍。